# Mon cher sujet
Pour plus de détails, voir Fiche technique et Distribution.
Mon cher sujet est un film franco-suisse réalisé par Anne-Marie Miéville en 1988.

## Synopsis
Pour son premier film de long métrage réalisé seule, la réalisatrice évoque de façon tendre et attachante les émotions d'Odile, la grand-mère, d'Agnès sa fille et d'Angèle la petite fille. Bien que de générations différentes, elles ont en commun leur impossibilité de vivre en couple.

## Fiche technique
- Titre : Mon cher sujet
- Production : Ruth Waldburger
- Réalisation et scénario : Anne-Marie Miéville
- Photographie : Jean-Paul Rosa da Costa et Jean-Bernard Menoud
- Montage : Anne-Marie Miéville
- Conception visuelle : Fanny Gagliardini et Ivan Niclass
- Chanson : Sebastian Santamaria chantée par Anne Michel
- Son : Pierre Camus, Raoul Fruhauf
- Durée : 96 minutes[1].

## Distribution
- Gaèle Le Roi : Angèle
- Anny Romand : Agnès
- Hélène Roussel : Odile
- Yves Neff : Carlo